# Urolophus kaianus
Urolophus kaianus är en rockeart som beskrevs av Günther 1880. Urolophus kaianus ingår i släktet Urolophus och familjen Urolophidae. IUCN kategoriserar arten globalt som otillräckligt studerad. Inga underarter finns listade i Catalogue of Life.